# Distrito de Tingo de Ponasa
El distrito de Tingo de Ponasa (nombre oficial según la ley de creación distrital) o distrito de Tingo de Ponaza (con "z", nombre histórico, igual al de su río, y de uso alternado incluso en documentos oficiales) es uno de los 10 que conforman la provincia de Picota, ubicada en el departamento de San Martín en el Norte del Perú.

## Historia
El distrito fue creado mediante Ley del 22 de noviembre de 1960, en el segundo gobierno del Presidente Manuel Prado.

## Geografía
La capital es el poblado de Tingo de Ponasa que se encuentra situada a 240 m s. n. m. a orillas del caudaloso río Huallaga.

## Autoridades

### Municipales
- 2015-2018[1]
  - Alcalde: Jorge Martínez Guerra, del Movimiento  Fuerza Popular (FP).
  - Regidores: Genix Rios Putpaña (FP), Samuel Tocto Aponte (FP), Geny Putpaña Davila (FP), Julio Casique Casique (FP), Hisira Del Carmen García Putpaña (Acción Regional).

- 2011-2014[1]
  - Alcalde: Carlos Rodrigo Fababa, del Movimiento  Nueva amazonaia (NA).
  - Regidores: Linne Mylene Chistama Armas (MNA), Juan José Córdova Calle (MNA), Magali Putpaña Putpaña (MNA), Grimaldo Davila Trigozo (Partido Aprista Peruano), Gerde Pinchi Putpaña (Partido Aprista Peruano).
- 2007-2010
  - Alcalde: Teodomiro Ruiz Sánchez.

- - Alcalde: Teodomiro Ruiz Sánchez.

## Festividades
- Fiesta de San Juan